# 1778 az irodalomban
Az 1778. év az irodalomban.

## Megjelent új művek

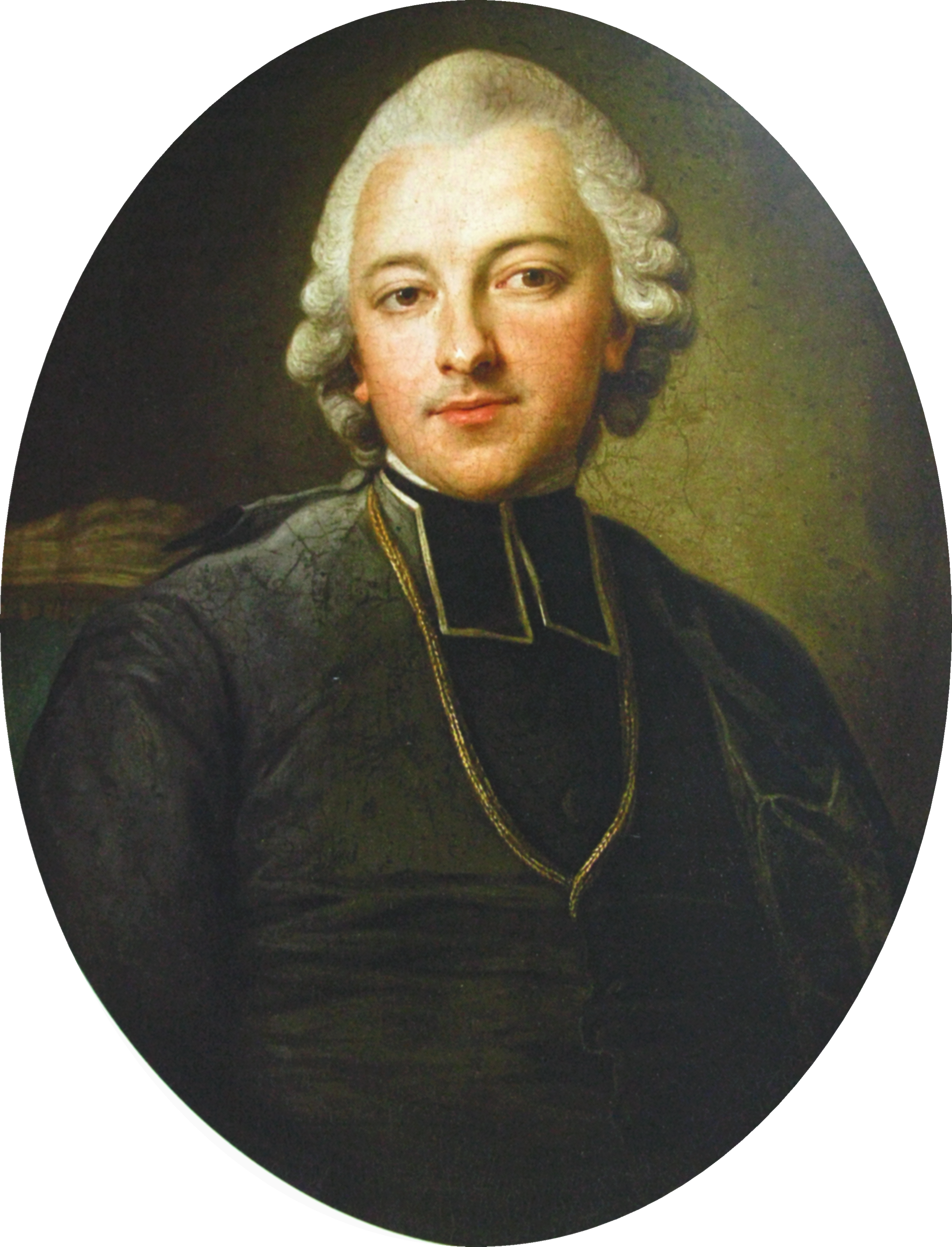
Ignacy Krasicki

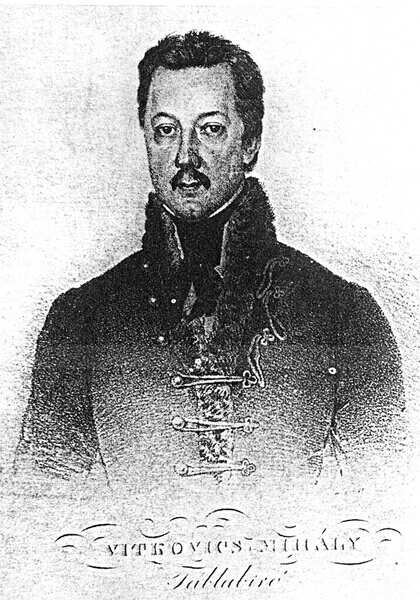
Vitkovics Mihály

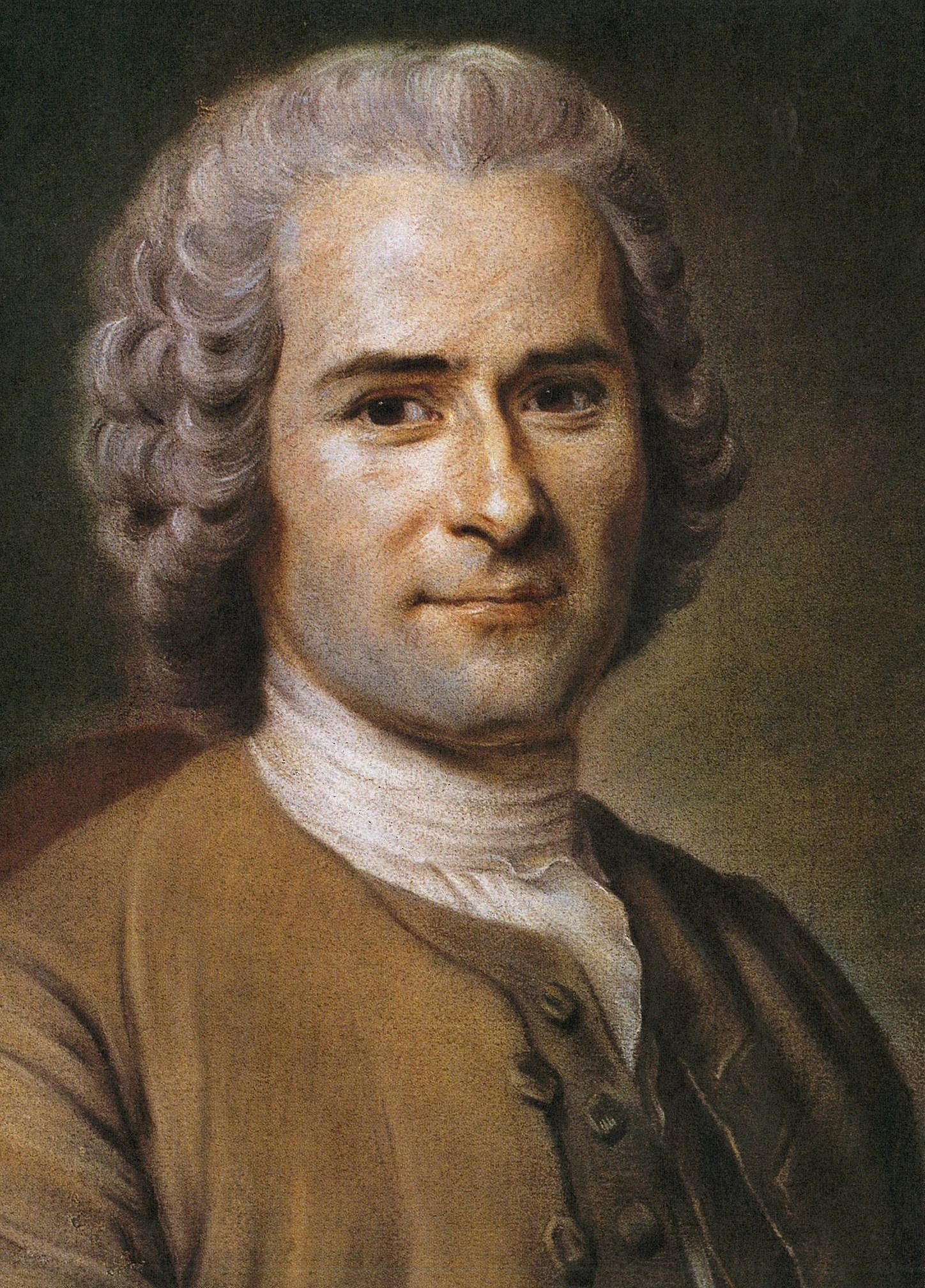
Jean-Jacques Rousseau

- Ignacy Krasicki lengyel költő komikus eposza: Monachomachia czyli Wojna mnichów.
- Fanny Burney angol írónő levélregénye: Evelina, or the History of a Young Lady's Entrance into the World (Evelina, avagy egy fiatal hölgy a világba belépésének története).

### Dráma
- Beaumarchais vígjátéka: Figaro házassága; először 1784-ben került színre.

### Magyar irodalom
- Faludi Ferenc: Bölcs ember, vagyis az erkölcsös bölcsességre vezérlő rövid oktatások (Pozsony).
- Révai Miklós első verseskötete.[1]
- Bessenyei György röpirata: Magyarság.

## Születések
- január 26. – Ugo Foscolo olasz költő († 1827)
- április 10. – William Hazlitt angol író, irodalomkritikus, esszéíró († 1830)
- augusztus 25. – Vitkovics Mihály magyar és szerb költő, műfordító († 1829)
- szeptember 9. – Clemens Brentano német író és költő († 1842)

## Halálozások
- május 30. – Voltaire (eredeti nevén François-Marie Arouet) francia filozófus, költő, író, a felvilágosodás talán legtöbb vitát kiváltott, nagy hatású egyénisége (* 1694)
- július 2. – Jean-Jacques Rousseau svájci születésű francia író, filozófus, a felvilágosodás korának szintén meghatározó jelentőségű személyisége (* 1712)